# 이식물
이식물(移植物), 삽입물(揷入物) 또는 임플란트(implant)는 소실된 생물학적 조직을 대체하거나 조직으로서 동작하기 위해 만들어진 인공의 디바이스이다.
이식물 중에는 바깥 껍질이, 예를 들어 타이타늄 소재로서, 친생물적인 재료인 것도 있다. 이식물 중에는 전자 회로를 내장한 것들도 있다. 예를 들면 인공 심장이나 인공 내이 같은 것들이 있다.
보통 치과 분야에서는, ‘임플란트’는 치아가 있을 자리에 심는 인공 치아 구조물을 말한다.

## 같이 보기
- 인공 심장
- 인공 내이
- 보철
- 덴탈임플란트